# 伊藤研一
伊藤 研一（いとう けんいち、1937年12月27日 - 2011年2月20日）は、日本の経営者。伊藤ハム社長、会長を務めた。創業者伊藤傳三の長男。

## 来歴・人物
兵庫県神戸市出身。1960年に慶應義塾大学経済学部を卒業。1959年6月に伊藤ハム取締役に就任し、1965年に常務、1977年5月に専務を経て、1981年7月に社長に就任。2002年10月に会長に就任。
1994年4月に藍綬褒章を受章。
2011年2月20日、急性肺炎のために死去。73歳没。